# توت‌سرداهی
توت‎‌سرداهی (به مجاری:  Tótszerdahely) یک سکونتگاه مسکونی در مجارستان است که در زالا واقع شده‌است.